# Де Вос, Исидор
Исидор Де Вос (нидерл. Isidoor De Vos; 23 октября 1850, Гент — 30 марта 1876, Гент) — бельгийский композитор. Брат Франца Де Воса.
Родился в семье сапожника. Пел в церковном хоре, одновременно помогая в работе своему отцу. С 1862 года начал заниматься музыкой под руководством Карела Мири, затем окончил по классу фортепиано Гентскую консерваторию (1870), после чего стал работать там же пианистом-корепетитором, одновременно до 1874 г. преподавал в коллеже иосифитов в соседнем городке Мелле. С 1874 г. преподаватель фортепиано в консерватории.
Начиная с 1868 года сочинил не менее 90 произведений, по большей части хоровых и вокальных, среди которых три кантаты: «Смерть Торквато» (нидерл. Torquato’s dood; 1872), «Кромвель» и «Русалка» (нидерл. De Meermin; 1875), за которую в 1875 году получил Римскую премию. Де Восу также принадлежат одноактная опера «Луиза Мария Орлеанская», посвящённая первой бельгийской королеве, умершей в год его рождения от туберкулёза, зингшпиль «Торговка креветками» (нидерл. Het Garnaalmeisje), ряд фортепианных пьес, шесть небольших оркестровых сочинений. Тексты для многих сочинений Де Воса написал Юлиус Витинк (1843—1911), он же сразу после смерти композитора опубликовал отдельным изданием биографический очерк о нём (нидерл. Levensschets van Isidoor De Vos).
Умер от туберкулёза за пять дней до премьеры своего главного произведения, кантаты «Русалка». В 1915 г. кантата была вновь успешно исполнена в Генте под управлением Эмиля Матьё.
Имя композитора носит улица (нидерл. Isidoor De Vosstraat) в Генте.